# 自然毒
自然毒（naturally occurring poison）とは、生物が生産、保有する生理活性物質で、他の生物に対してのみ有害作用を示すもの。植物性自然毒と動物性自然毒に大別される。日本では事件数、患者数は植物性自然毒によるものが多く、致命率は動物性自然毒のほうが高い。

## 自然毒の種類

### 植物性自然毒
（食中毒統計ではキノコ及び植物）
毒性獲得の理由は、種子や実、若芽が動物や昆虫や鳥類などの餌となることを抑止することが目的とされている。致死性の物質から、下痢程度の症状で済むものまで幅が広い。中毒の殆どが食中毒で90%はキノコによる。症状は胃腸型中毒症状、コレラ様症状、脳症状の3種があり、発生時期は秋季に集中する。キノコ以外にはアルカロイド系の物質を含有する草花によるもので、代表的な物にはトリカブトのアコニチン、ジャガイモのポテトグリコアルカロイド（ソラニン）、青梅のアミグダリンなどがある。
人間に対する毒性はないがアブラナ科の植物では、発芽前後にイソチオシアネートなどの成分が増加する。これは、成長途上で昆虫類や鳥類の餌となることを抑止する事が目的で毒性は弱く、貝割れ大根やスプラウトの辛味成分が該当する。豆類では生の豆の状態に毒成分（レクチンなど）があり、下痢を起こす。

### 動物性自然毒
魚介類の殆どの毒物質はプランクトン（有毒渦鞭毛藻）類に由来し、生物濃縮作用により摂食した生物に蓄積され毒化する。従って、フグも有毒プランクトンを含まない餌を与えれば、無毒フグとして成長する。中毒は魚介類による食中毒が主で、特にフグに含まれるテトロドトキシンによる中毒は致死率が高い。フグ毒による中毒は冬、麻痺性貝毒や下痢性貝毒による中毒は夏に多い。温暖な水域では、シガテラによる食中毒が上位に位置する。ほかには、咬傷としてヘビ類やトカゲ類の毒（ヘビ毒）、刺症としてスズメバチなどが挙げられる。深海魚や深海に適応したハクジラの一部の脂肪分に含まれるワックスエステルも下痢の元になる。

### かび性自然毒
カビの二次代謝産物として産生される毒の総称（マイコトキシン）で、穀類やナッツ類に発生する一部の Aspergillus (アスペルギルス)属によるアフラトキシン、腐った果実に発生するペニシリウム属やアスペルギウス属によるパツリンには発ガン性が、他の菌の生産物には痙攣や内分泌撹乱作用を持つものなどが知られている。一般に熱に対して安定であるとされ、家庭での調理程度の加熱では毒性は失われない。